# Philippe Léonard
Philippe Léonard, född 14 februari 1974, är en belgisk före detta fotbollsspelare.
Philippe Léonard avslutade karriären som försvarare i rumänska Rapid Bukarest 2008. Han har dessförinnan spelat för moderklubben Standard Liège under två sejourer samt i den franska ligan (Ligue 1) där han representerade AS Monaco samt OGC Nice. Under tiden i Monaco blev han fransk mästare vid två tillfällen, 1997 samt 2000. Han spelade även i Champions League med Monaco 1998. Monaco gick till semifinal mot Juventus FC där Léonard blev målskytt. Léonard har även representerat Belgiens landslag i bland annat EM 2000. Sammanlagt spelade han 26 A-landskamper.